# Long Service and Good Conduct Medal

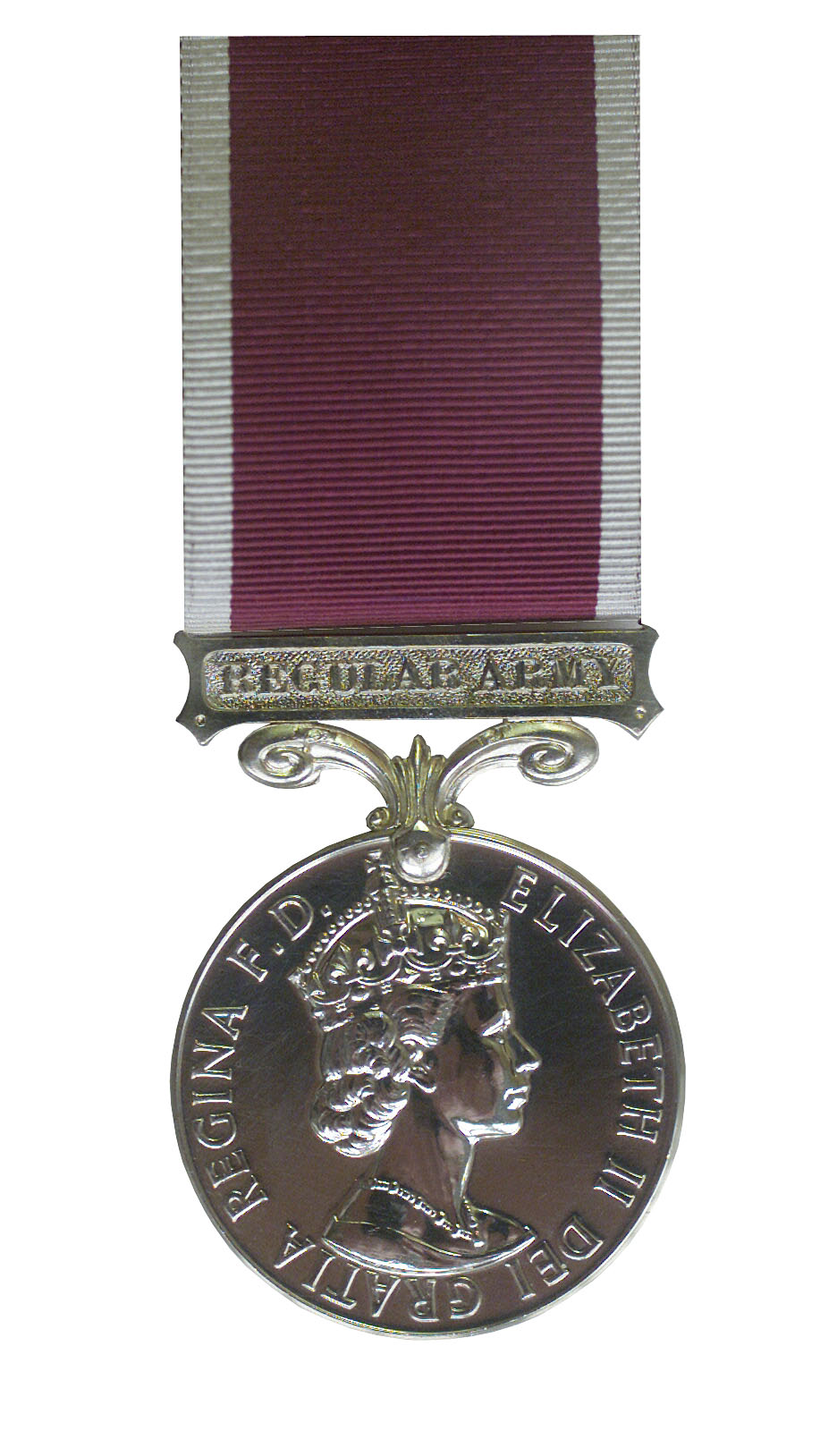

De  Long Service and Good Conduct Medal (Nederlands: "Medaille voor Langdurige Dienst en Goed Gedrag") was een onderscheiding van het Britse leger.
Het Britse leger kende tot aan de Krimoorlog in 1854 behalve deze medaille voor goed gedrag in vredestijd alleen een medaille voor trouwe dienst, de Meritorious Service Medal, maar geen medaille voor de dappere onderofficieren en soldaten aan het front. Het bezit van een van de twee bestaande medailles sloot het uitreiken van de andere medaille uit. Voor hen en voor hun officieren was er alleen het Victoria Cross voor dapperheid maar dat werd maar hoogst zelden uitgereikt. Daarom werd in 1854 de Distinguished Conduct Medal ingesteld voor voorbeeldig gedrag op het slagveld.